# Ryūzaburō Ōtomo
Ryūzaburō Ōtomo (大友 龍三郎, Ōtomo Ryūzaburō), né le 18 mai 1952 à Nishitōkyō, est un seiyū et acteur. Il travaille pour Aoni Production depuis décembre 2006 et travaillait avant avec 81 Produce et Tokyo Actor's Consumer's Cooperative Society.

## Rôles
- Anpanman : Kaseki no Maō
- Brave Police J-Decker : Juzo Saejima, Le Narrateur
- Crayon Shin-chan : Pippen
- Cowboy Bebop : Abdul Hakim
- Dragon Ball Super : Shenron, Roi Enma
- Dragon Ball Z Kai : Polunga, Gyumao, Roi Cold, Dabra
- Dragon Ball Z : Dabra
- Digimon : Vandemon
- Doraemon: Nobita no Takarajima : Gaga
- Fullmetal Alchemist: Brotherhood : Bucaneer
- Ginga Sengoku Gun'yūden Rai : Geni
- Gregory Horror Show : Hell's Chef
- Gungrave : Bear Walken
- Kitaretsu Daihyakka : Priest
- L'Enfant aux trois yeux : Macbeth
- Macross 7 : Suren Rangu
- Mobile Suit Gundam 00 : Homer Katagiri
- Mobile Suit Gundam AGE : Fezarl Ezelcant
- Montana Jones : Lord Zero, Feudal Lord
- O ~ i! Ryoma : Guraba
- One Piece : Mr 0 (Crocodile)
- Tottemo! Luckyman : Senkaoman, Hitman
- Ultraman : Roiger
- Yokoyama Mitsuteru Sangokushi : Dong Zhuo
- Zenderman : Musashi
- Hakaba Kitarō : Dracula IV